# プールナ・シャハ
プールナ・シャハ（Purna Shah, 生年不詳 - 1605年）は、ネパール、ゴルカ王国の第2代君主（在位：1570年 - 1605年）。初代君主ドラヴィヤ・シャハの息子。

## 生涯
1570年、父王ドラヴィヤ・シャハが死亡したことにより、王位を継承した。
ゴルカ王統譜や書奥付文にはプールナの名が伝えられているが、実在を確認できる根本史料はない、と佐伯和彦は述べている。
1605年、プールナ・シャハは死亡し、息子のチャトラ・シャハが王位を継承した。